# 湘桥街道
湘桥街道，是中华人民共和国广东省潮州市湘桥区下辖的一个乡镇级行政单位。

## 行政区划
湘桥街道下辖以下地区：
开元社区、义安社区、昌黎社区、太昌社区和分司社区。